# فرودگاه بین‌المللی رامون ویلدا مورالس
فرودگاه بین‌المللی رامون ویلدا مورالس (به انگلیسی: Ramón Villeda Morales International Airport) (به زبان بومی: Aeropuerto Internacional Ramón Villeda Morales) یک فرودگاه نظامی و همگانی مسافربری با کد یاتا SAP است که یک باند فرود بتن دارد و طول باند آن ۲۸۸۶ متر است. این فرودگاه در شهر سن پدرو سولا کشور هندوراس قرار دارد و در ارتفاع ۲۷ متری از سطح دریا واقع شده‌است.

## شرکت‌های هواپیمایی و مقصدهای پروازی

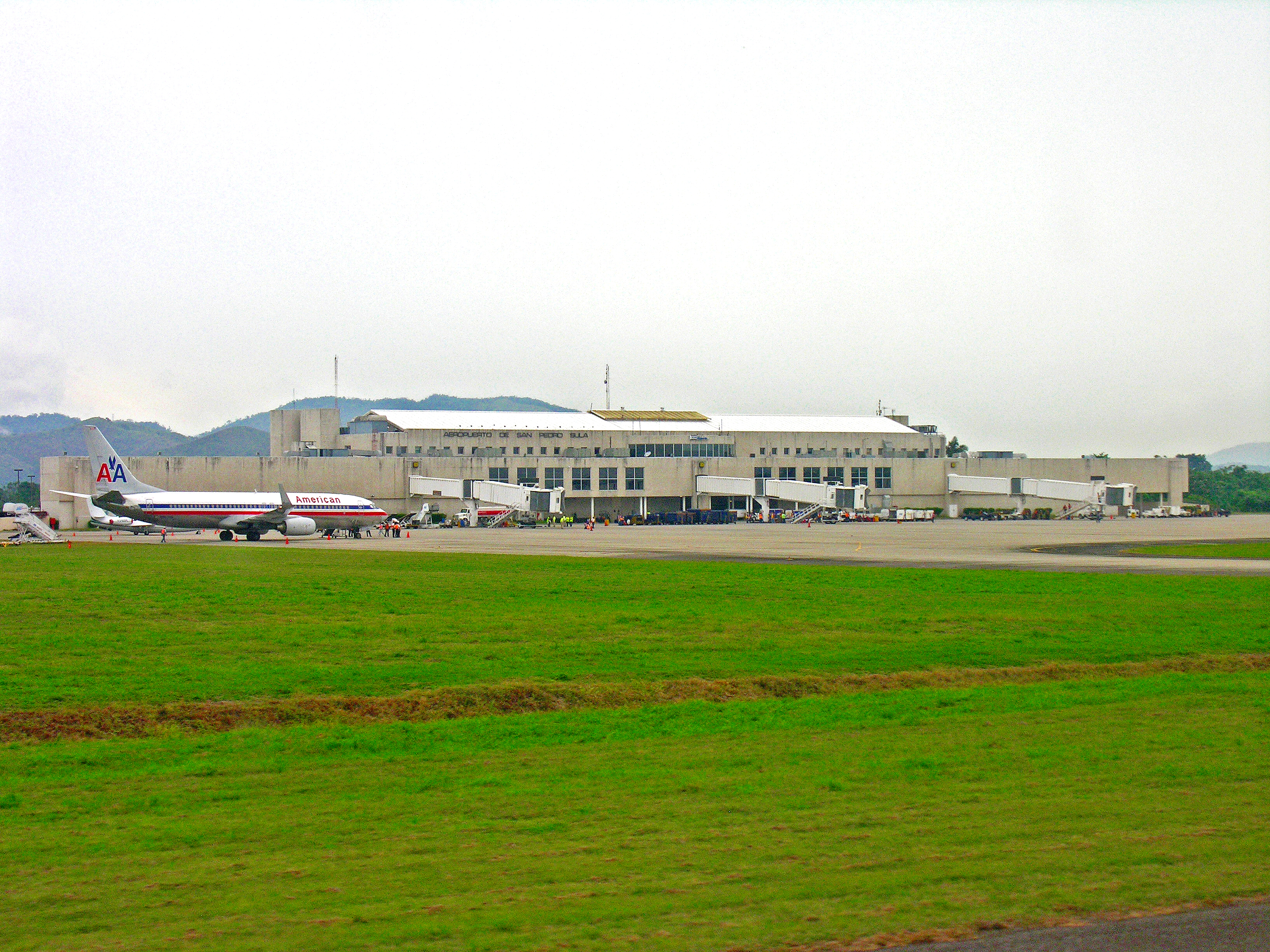
Overview airport.

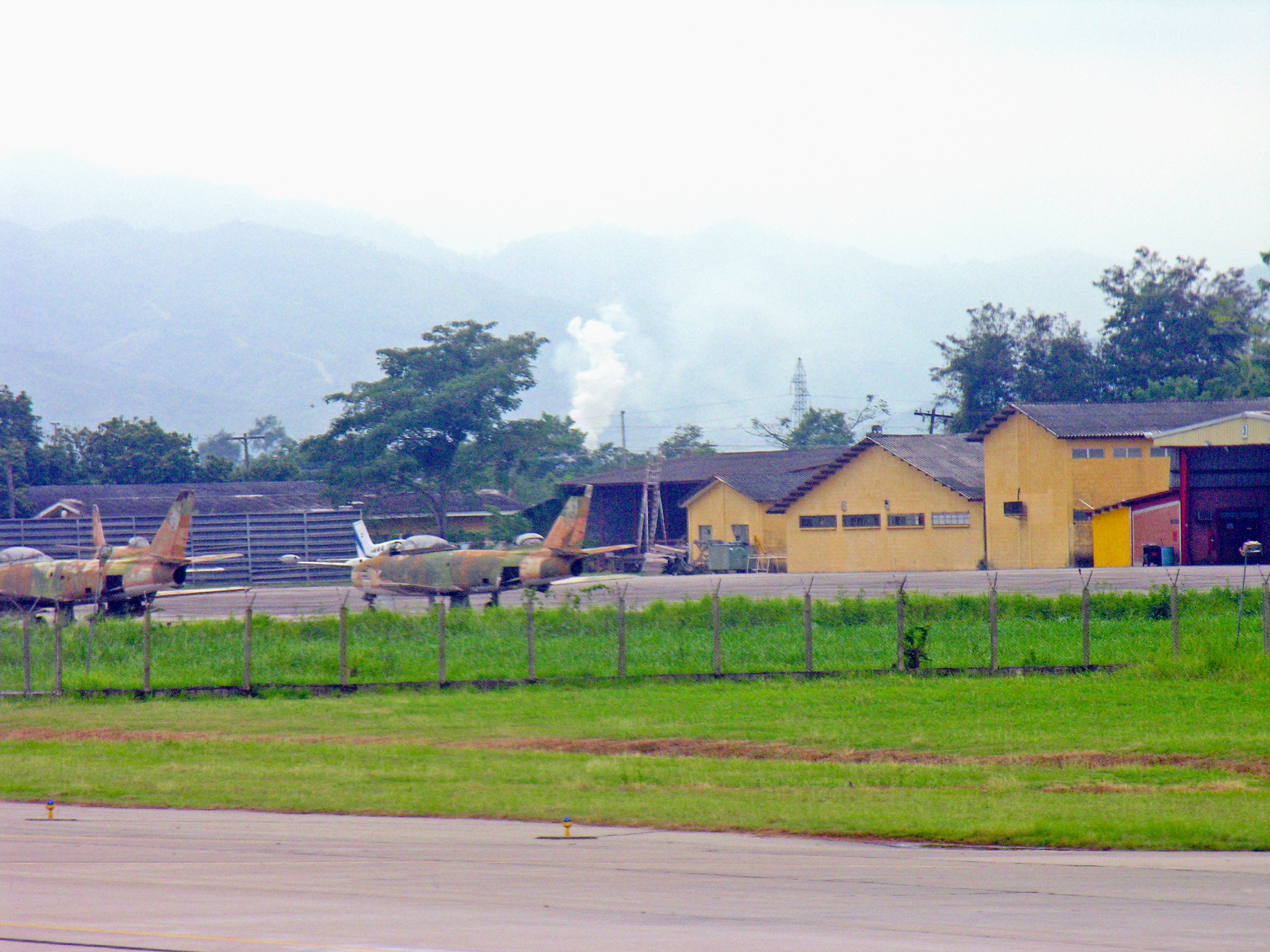
Military aircraft.

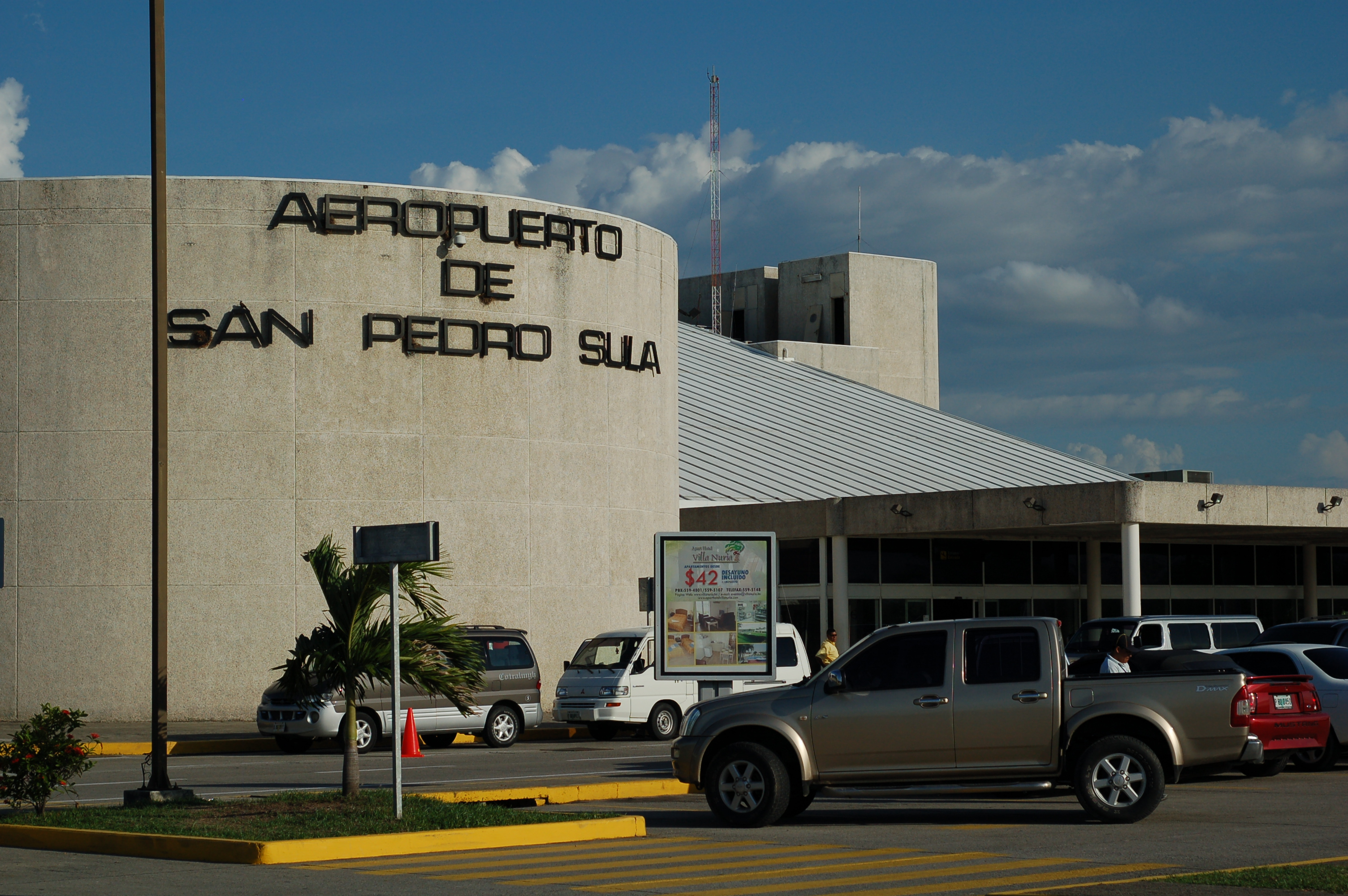
Outside the airport.

| شرکت‌های هواپیمایی                  | مقصدهای پروازی                                                     |
| ---------------------------------- | ------------------------------------------------------------------ |
| ائرولاینس سوسا                     | لا آررا، گلسون، تونکنتین، خوآن مانوئل گالوس                        |
| آئرومکزیکو کانکت                   | مکزیکو سیتی                                                        |
| ایر اروپا                          | مادرید-باراخاس                                                     |
| امریکن ایرلاینز                    | میامی                                                              |
| اویانکا السالوادور                 | لا آررا، میامی، جان اف کندی، خوآن سانتاماریا، السالوادور           |
| اویانکا هندوراس                    | گلسون، خوآن مانوئل گالوس، تونکنتین                                 |
| Choice Aire اجرا توسط Xtra Airways | میامی، لوئیز آرمسترانگ نیو اورلنان                                 |
| CM Airlines                        | لا آررا، گلسون، Puerto Lempira، خوآن مانوئل گالوس، تونکنتین، Útila |
| کوپا ایرلاینز                      | توکومن                                                             |
| دلتا ایرلاینز                      | هارتسفیلد-جکسون آتلانتا                                            |
| Tropic Air                         | فیلیپس اس. دبلیو. گلدسان                                           |
| EasySky                            | گلسون، خوآن مانوئل گالوس                                           |
| Lanhsa Airlines                    | گلسون، خوآن مانوئل گالوس                                           |
| Spirit Airlines                    | فورت لادردیل–هالیوود، جرج بوش                                      |
| Transportes Aéreos Guatemaltecos   | لا آررا، ایلوپانگو                                                 |
| یونایتد ایرلاینز                   | جرج بوش، لیبرتی نیوآرک                                             |

### Cargo airlines
| شرکت‌های هواپیمایی      | مقصدهای پروازی                          |
| ---------------------- | --------------------------------------- |
| Amerijet International | فورت لادردیل–هالیوود، میامی، السالوادور |
| Arrow Air              | فورت لادردیل–هالیوود، میامی             |
| Contract Air Cargo     | میامی                                   |
| فدکس                   | میامی                                   |
| یوپی‌اس ایرلاینز        | لا آررا، میامی                          |